# Dasythemis esmeralda
Dasythemis esmeralda är en trollsländeart som beskrevs av Friedrich Ris 1910. Dasythemis esmeralda ingår i släktet Dasythemis och familjen segeltrollsländor. Inga underarter finns listade i Catalogue of Life.